# Beaumais
Beaumais ist eine französische Gemeinde mit 167 Einwohnern (Stand: 1. Januar 2022) im Département Calvados in der Region Normandie. Sie gehört zum Arrondissement Caen und zum Kanton Falaise.

## Geografie
Beaumais liegt in der Ebene von Falaise und ist etwa 9,5 km von Falaise selbst entfernt. Umgeben wird die Gemeinde von Morteaux-Coulibœuf in nordwestlicher und nördlicher Richtung, Norrey-en-Auge im Nordosten und Osten, Crocy im Südosten und Süden, Pertheville-Ners im Südwesten sowie Fresné-la-Mère im Westen.

## Bevölkerungsentwicklung
| Jahr                             | 1793 | 1836 | 1876 | 1926 | 1946 | 1968 | 1990 | 2008 | 2016 |
| Einwohner                        | 688  | 688  | 454  | 249  | 238  | 217  | 157  | 182  | 183  |
| Quelle: Cassini, EHESS und INSEE |      |      |      |      |      |      |      |      |      |

## Sehenswürdigkeiten
- Kirche Nativité-de-Notre-Dame (Mariä Geburt) aus dem 11. Jahrhundert, Monument historique
- Schloss aus dem 16. Jahrhundert, Monument historique

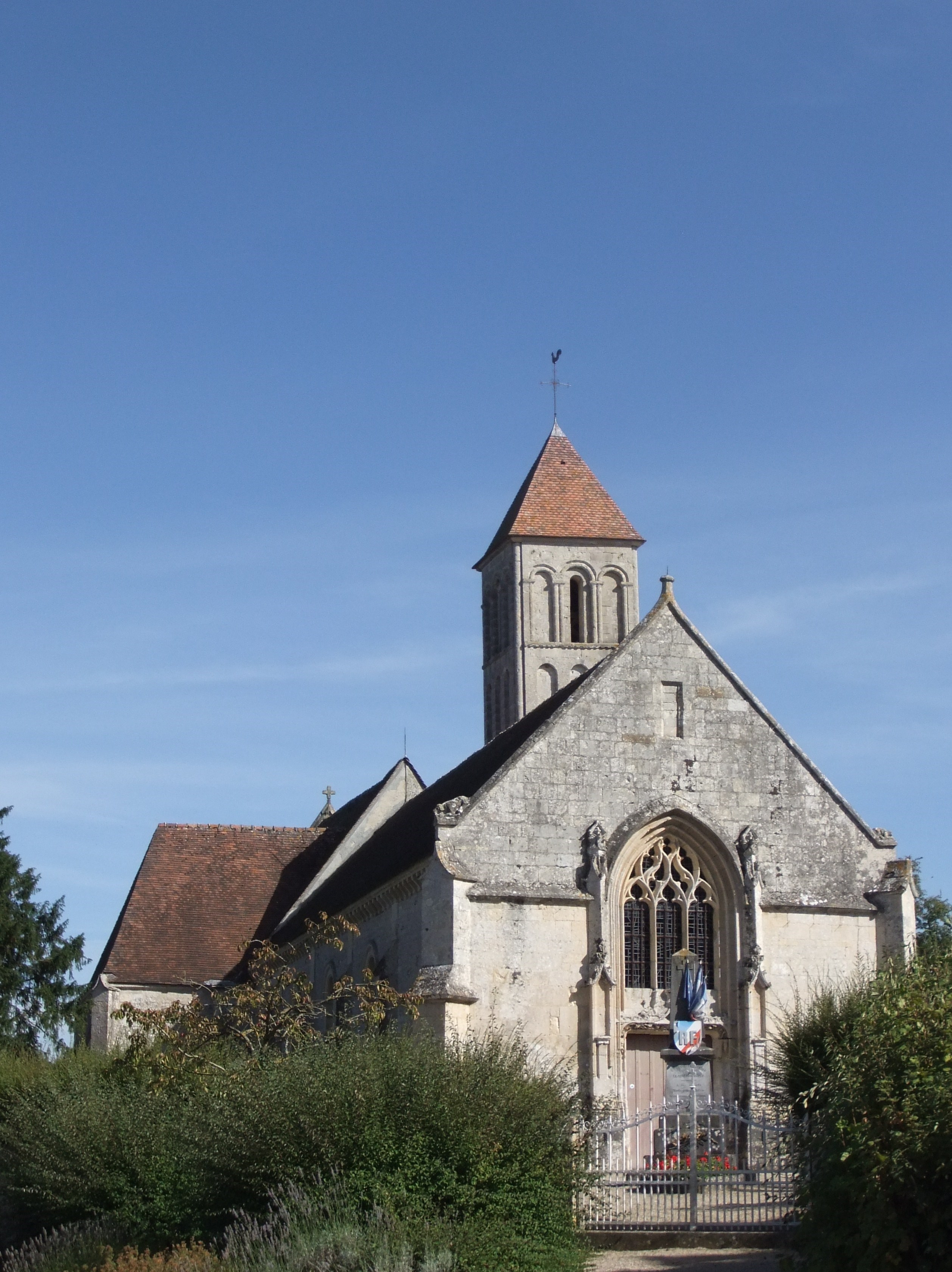
Kirche Nativité-de-Notre-Dame
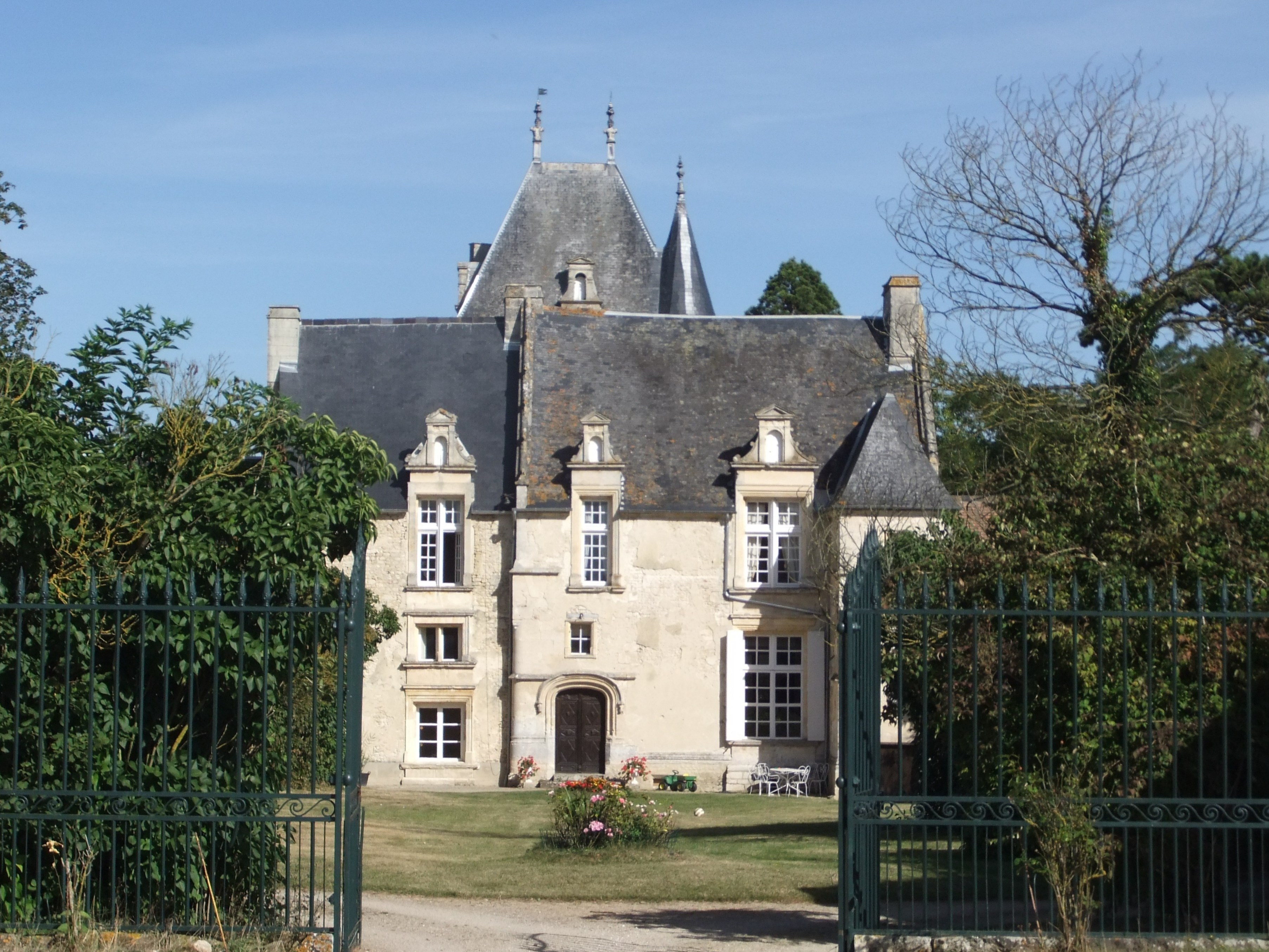
Schloss